# Internet Explorer 5
Microsoft Internet Explorer 5 (IE5) — це п'ята версія графічного веб-браузера Internet Explorer, яка на даний момент знята з виробництва, наступник Internet Explorer 4 і один з головних учасників війни перших браузерів . Його методи розповсюдження та інтеграція з Windows були задіяні у справі Сполучені Штати проти. Справа Microsoft Corp. Запущений 18 березня 1999 року, він був браузером за замовчуванням у Windows 98 Second Edition, Windows 2000 і Windows ME (пізніше за замовчуванням став Internet Explorer 6) і може замінити попередні версії Internet Explorer у Windows 3.1x, Windows NT 3.51, Windows 95, Windows NT 4.0 і оригінальний випуск Windows 98. Незважаючи на те, що Internet Explorer 5 працював лише в Windows, його побратими Internet Explorer для Mac 5 і Internet Explorer для UNIX 5 підтримували Mac OS X, Solaris і HP-UX .
З 1999 по 2001 рік IE5 забезпечив значне збільшення частки ринку порівняно з Netscape Navigator і запропонував багато розширених функцій на той час. Крім того, він був сумісний із найбільшою кількістю операційних систем з усіх версій IE. Однак підтримка багатьох ОС швидко припинилася з пізнішими виправленнями, а Windows XP і новіші версії Windows не підтримуються через включення пізніших версій IE. У огляді 1999 року в журналі PC World зазначалося : «Заслуговуйте на нескінченну гру в браузерну майстерність, яку грають Netscape і Microsoft. Новий IE 5 перевершує Netscape Communicator розумнішим пошуком і прискореним переглядом.»
IE5 досяг понад 50 % частки ринку на початку 2000 року, взявши лідерство над іншими версіями браузерів, включаючи IE4 і Netscape. Версії 5.x досягли понад 80 % частки ринку після випуску IE6 у серпні 2001 року 5.0x і 5.5 були перевершені Internet Explorer 6.0, відпустивши його до другого за популярністю браузера, а частка ринку впала до 34 відсотки до середини 2003 року. Крім того, на початку 2005 року Firefox 1.0 випередив його за часткою ринку Ринкова частка IE5 впала нижче 1 % до кінця 2006 року, саме тоді, коли був випущений Internet Explorer 7 .
Наприкінці 1990-х років Microsoft витрачала понад 100 мільйонів доларів США на рік, а до 1999 року під час розробки IE5 понад 1000 людей працювали над IE.
Поведінка візуалізації Internet Explorer 5.x зберігається в режимах особливостей інших браузерів. Internet Explorer 5 більше не доступний для завантаження з Microsoft. Однак архівні версії програмного забезпечення можна знайти на різних веб-сайтах.
Це остання версія Internet Explorer, яка підтримує Windows 3.1x, Windows NT 3.51, Windows 95 і Windows NT 4.0 з пакетами оновлень 3–6; оскільки наступна версія, Internet Explorer 6, підтримує лише Windows NT 4.0 SP6a або новішу версію.